# Hertugdømmet Warszawa
Hertugdømmet Warszawa (også også omtalt som Storhertugdømmet Warszawa) var en polsk stat mellem 1807 og 1813. Hertugdømmet Warszawas teritorium dækkede det, som er de centrale dele af nutidens polske stat.

## Geografi
Hertugdømmet blev oprettet efter Tilsit-aftalen i 1807. Hertugdømmets territorium bestod hovedsageligt af områder, som kejser Napoleon Bonaparte af Frankrig havde erobret fra kongedømmet Preussen under Napoleonskrigene.
Byen Gdańsk (Danzig) fik en speciel status og blev fristad under delt polsk og fransk kontrol.
Efter krigen mod Østrig i 1809 blev dele af østrigsk Galicien erobret og indlemmet i hertugdømmet.

## Politik
Hertugdømmet Warszawa var formelt ledet af Friedrich August I af Sachsen. Det gjorde, at hertugdømmet og kongedømmet Sachsen var i personalunion. Konstitutionen gav også meget magt til Sejmen.
I praksis var Hertugdømmet Warszawa en fransk marionet. Den franske ambassadør havde altid sidste ord i vigtige sager, og hertugdømmets hær stod under den loyale bonapartist Józef Poniatowskis kontrol.

## Opløsningen af hertugdømmet
Efter Napoleons nederlag blev hertugdømmet opløst af Wienerkongressen og delt i tre.  Storhertugdømmet Poznań blev overtaget af Preussen, Kongress-Polen blev underlagt den russiske tsar og Kraków blev en fristad under Østrig.